# Daillancourt
Daillancourt é uma comuna francesa na região administrativa de Grande Leste, no departamento de Haute-Marne. Estende-se por uma área de 7,91 km². Em 2010 a comuna tinha 67 habitantes (densidade: 8,5 hab./km²).